# Etisus utilis
Etisus utilis (лат.) — вид морских крабов семейства из Xanthidae надсемейства Xanthoidea. Длина карапакса до 15 см, один из крупнейших представителей своего рода. Встречаются в Индо-Западной части Тихого океана, на восток до Новой Каледонии. Обитает в тропических водах на коралловых рифах, на глубине от 0 до 12 м. Донное ракообразное. Мясо этого краба бывает умеренно ядовитым при употреблении в пищу, его охранный статус не оценивался, объектом промысла не являются.